# 芝加哥艺术学院

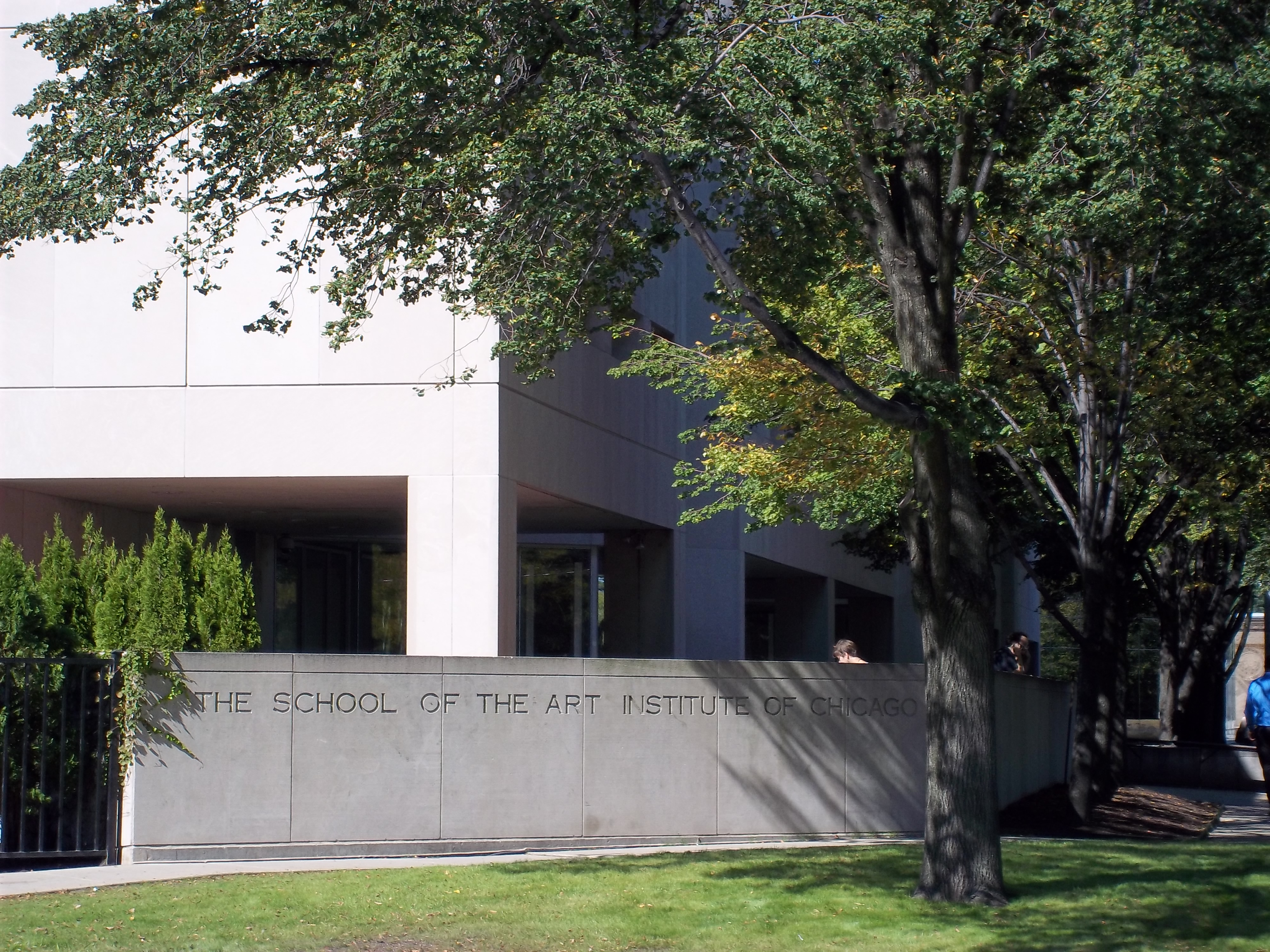
學院在格兰特公园的建築

芝加哥藝術學院（School of the Art Institute of Chicago）是一所頂尖的私立美國藝術學院，建校于1866年，著名的芝加哥藝術博物館在1879年於藝術學院的旗下建立。學院旨在培養藝術人才，校友包括喬治亞·歐姬芙、奧森·威爾斯、聞一多等。曾轉學至芝加哥藝術學院的藝術家傑夫·昆斯曾表示，在芝加哥的時光為改變他人生及攝取最多藝術養分的時期。
芝加哥藝術學院以純藝術及自由的學風聞名,也是世界上少數依然與美術館有直接關係的藝術學院。芝加哥藝術博物館乃美國三大藝術博物館之一,館藏量僅次紐約大都會美術館,其中印象派的名作更是不勝枚舉。芝加哥藝術學院與芝加哥藝術博物館主要建築物相連,於芝加哥市區也有多棟教學大樓。
1994-2024間，U.S. News 藝術研究所排名長年將芝加哥藝術學院排名為全美第一或第二，主要與耶魯大學、羅德島設計學院、加州大學洛杉磯分校競爭與齊名。其研究所的純藝術創作碩士 (Master of Fine Arts) 在油畫、攝影等領域不乏許多已經頗有成就的職業藝術家前去進修，被認為是最具競爭力的純藝術研究所學程。芝加哥藝術學院與世界知名研究學府芝加哥大學有合作關係，每年的 Arts, Science + Culture Initiative 提供兩校的研究所學生合作申請 Graduate Collaboration Grants，製作藝術與科學的跨領域項目與作品。
雖然學校無官方的吉祥物，但學生普遍將博物館門口的兩尊獅子當作學校的象徵物，其二創角色及商品也很多 。

## 學校環境
芝加哥藝術學院（The School of the Art Institute of Chicago）位於芝加哥城市最繁華的 Cook郡, Loop區。交通便捷有CTA，捷運系統紅，藍，綠，棕，粉紅，綠，紫線等可到達學校及美術館，學校位在市中心以及和密西根湖畔, 千禧公園（Millennium Park）和 Grant Park 相鄰，讓學校環境令人感到優雅舒適，在每年四月中到九月份天氣宜人時常吸引海內外遊客前來觀光。
目前學校的教學大樓有: 
280 Building 與博物館相連，主要教學，如陶藝，繪圖，雕塑，版畫，攝影，表演等，以及研究生工作室。
MacLean Building 主要用作教學，如寫作，藝術科技，藝術歷史，藝術教育，藝術行政，電影，音效，動畫，以及研究生工作室。
Sharp Building 主要教學，如纖維材料研究，歷史維護，視覺傳達，圖書館等。
Sullivan Center 主要教學流行設計，建築，室內建築，工業設計。
33 E Washington 主要用作對外開放展覽空間以及研究生工作室。

## 科系設置
擁有21個主要科系學程，大學部著重多元發展，因此不會分系，學生能不限科系選課。每年錄取率約在 45%-79%區間。
研究所長年名列全美綜合排名第一與第二位 以及QS 世界藝術與設計類大學排名前十。研究所採各系獨立招生，因此招生條件及錄取難度因系而異。最競爭的研究所科系往年錄取率位於1%-9%之間。
1. Architecture, Interior Architecture and Designed Objects
2. Art Education
3. Art History, Theory, & Criticism
4. Art & Technology / Sound Practices
5. Art Therapy & Counseling
6. Arts Administration and Policy
7. Ceramics
8. Designed Objects
9. Design for Emerging Technologies
10. Fashion, Body and Garment
11. Fiber & Material Studies
12. Film, Video, New Media, and Animation (2020 U.S. News Grad School #5)
13. Historic Preservation
14. Painting and Drawing (1994-2020 U.S. News Grad School #1-2)
15. Performance
16. Photography (1994-2020 U.S. News Grad School #1-3)
17. Printmedia
18. Sculpture (2020 U.S. News Grad School #4)
19. Visual Communication Design
20. Visual and Critical Studies
21. Writing

## 學院歷史記事
1866  學校曾名為 The Chicago Academy of Design。
1879  正式命名為 The Chicago Academy of Fine Arts。
1882  正式更名為 The School of the Art Institute of Chicago，學校以歐式古典的方式來教學。
1913  學校旗下的美術館將1913軍械庫展覽會的展品全數買下，這場展覽在西方當代藝術史上有著重要地位，來自歐洲的新興的野獸派、立體派、印象派作品給當時仍處於寫實派的美國藝術圈帶來極大的震撼。該展覽會當時在美國的主流評論中飽受批評，因此學院下的芝加哥藝術博物館得以極具慧眼的以非常低的價錢買入了愛德加·竇加、保羅·塞尚、皮耶-奧古斯特·雷諾瓦、克洛德·莫內、喬治·秀拉、文森·梵谷、亨利·馬諦斯、保羅·高更、巴勃羅·畢卡索、馬塞爾·杜尚等一眾當代藝術大師的作品。
1934  第一屆流行服裝秀開始直到今日。
1936  學校成立Bachelor of Fine Art（BFA）學位，藝術學士。 
1940  學校成立 Master of Fine Art（MFA）學位，純藝術創作碩士。
1944  函授第一堂抽象繪畫課。
1972  第一屆藝術科技系成立 Art and Technology Studies，電影中心現名為 Gene Siskel Film Center 成立。
1993-1995  U.S. News & World Report 排名芝加哥藝術學院研究所為第一直到今日。
2004  要求學生必須要有隨身電腦，以及其他電腦方面教學課程。
2006  成立Master of Architecture，Master of Interior Architecture, Master of Design Object。  
2008  Wellington Reiter為芝加哥藝術學院校長，是芝加哥第四任校長，上一任為Tony Jones。
2010  Walter E. Massey 成為學院校長，於2016年卸任。
2014  Painting and Drawing 的終身聘教授 Michelle Grabner 被聘任為紐約惠特尼美術館雙年展的共同策展人。
2016  Elissa Tenny 成為第一位女性學院校長，於July, 2024年卸任。
2023  Art and Technology Studies 與 Sound Practices 統整成為一科系。
2024 Jiseon Lee Isbara 成為學院校長。

## 圖書館
芝加哥藝術學院的學生可使用 座落於美術館裡的 Ryerson and Burnham Library，在學校裡有 John M. Flaxman Library，還有MacLean Visual Resource center. 每個科系也各自有自己的收藏，供給學生最多的藝術資源。
Ryerson and Burnham Library 是專門提供給芝加哥藝術學院的學者及學生作為研究，主要收藏為藝術和建築藝術，以及建築藝術史，每年館藏約增加10000。收藏包羅萬象，但最主要的收藏還是在18世紀到20世紀的建築資料，以及19世紀的繪畫，版畫，素描，與裝飾藝術。
John M. Flaxman Library 是專門給學生學習和舉辦活動的地方，館藏超過120000的書籍，雜誌，電影，和特別收藏。在網路上學生也可以使用數位圖書館。John M. Flaxman 圖書館的收藏偏向現代藝術。
MacLean Visual Resource center 收集了近560,000幻燈片和越來越多的網上數字化數據庫，以供工作人員和教師的藝術學院和學校的藝術學院。這些藏品，這是不對公眾開放，支持教育計劃和教學大綱的博物館和學校。

## 外部連結
- 芝加哥藝術學院官方網站
- 芝加哥藝術學院圖書館簡介